# Death Note (singolo)
Death Note è un singolo del rapper statunitense Craig Xen pubblicato il 7 giugno 2019.

## Tracce
1. Death Note – 2:47